# John Hooper
John Hooper (também Johan Hoper; Somerset, c. 1495 - Gloucester, 9 de fevereiro de 1555) foi um clérigo inglês, bispo anglicano de Gloucester e Worcester, um reformador protestante e um mártir protestante. Proponente da Reforma Inglesa, ele foi executado por heresia, queimando durante o reinado da rainha Maria I.